# Paratemnoides
Genre
Synonymes
- Paratemnus Beier, 1932 nec Ameghino, 1904
- Trinidatemnus Tooren, 2008

Paratemnoides est un genre de pseudoscorpions de la famille des Atemnidae.

## Distribution
Les espèces de ce genre se rencontrent en Asie, en Afrique, en Océanie et en Amérique.

## Liste des espèces
Selon Pseudoscorpions of the World (version 3.0) :
- Paratemnoides aequatorialis (Beier, 1932)
- Paratemnoides assimilis (Beier, 1932)
- Paratemnoides borneoensis (Beier, 1932)
- Paratemnoides curtulus (Redikorzev, 1938)
- Paratemnoides ellingseni (Beier, 1932)
- Paratemnoides feai (Ellingsen, 1906)
- Paratemnoides guianensis (Caporiacco, 1947)
- Paratemnoides indicus (Sivaraman, 1980)
- Paratemnoides indivisus (Tullgren, 1907)
- Paratemnoides insubidus (Tullgren, 1907)
- Paratemnoides insularis (Banks, 1902)
- Paratemnoides japonicus (Morikawa, 1953)
- Paratemnoides laosanus (Beier, 1951)
- Paratemnoides magnificus (Beier, 1932)
- Paratemnoides mahnerti (Sivaraman, 1981)
- Paratemnoides minutissimus (Beier, 1974)
- Paratemnoides nidificator (Balzan, 1888)
- Paratemnoides obscurus (Beier, 1959)
- Paratemnoides pallidus (Balzan, 1892)
- Paratemnoides perpusillus (Beier, 1935)
- Paratemnoides persimilis (Beier, 1932)
- Paratemnoides philippinus (Beier, 1932)
- Paratemnoides plebejus (With, 1906)
- Paratemnoides pococki (With, 1907)
- Paratemnoides redikorzevi (Beier, 1951)
- Paratemnoides robustus (Beier, 1932)
- Paratemnoides salomonis (Beier, 1935)
- Paratemnoides sinensis (Beier, 1932)
- Paratemnoides singularis (Beier, 1965)
- Paratemnoides sumatranus (Beier, 1935)

Les espèces Paratemnoides elongatus et Trinidatemnus separatus ont été placées en synonymie avec Paratemnoides nidificator par Judson en 2016.

## Publications originales
- Harvey, 1991 : Catalogue of the Pseudoscorpionida. Manchester University Press, Manchester p. 1-726.
- Beier, 1932 : Revision der Atemnidae (Pseudoscorpionidea). Zoologische Jahrbücher, Abteilung für Systematik, Ökologie und Geographie der Tiere, vol. 62, p. 547-610.